# Condado de Mercer (Pensilvania)
El condado de Mercer (en inglés: Mercer County) fundado en 1800 es uno de 67 condados en el estado estadounidense de Pensilvania. En el 2000 el condado tenía una población de 120 293 habitantes en una densidad poblacional de 69 personas por km². La sede del condado es Mercer.

## Geografía
Según la Oficina del Censo, el condado tiene un área total de 1769 km² (683 mi²), de la cual 1740 km² (671,8 mi²) es tierra y 28 km² (10,8 mi²) (1,58 %) es agua.

## Demografía
En el censo de 2000, hubo 120 293 personas, 46 712 hogares, y 32 371 familias residiendo en el condado. La densidad poblacional era de 40 personas por km². En 2000 había 49 859 unidades unifamiliares en una densidad de 29 km² (11,2 mi²). La demografía del condado era de 93,13 % blancos, 5,25 % afroamericanos, 0,11 % amerindios, 0,40 % asiáticos, 0,02 % isleños del Pacífico, 0,17 % de otras razas y 0,91 % de dos o más razas. 0,67 % de la población era de origen hispano o latino de cualquier raza.

## Localidades

### Ciudades
Farrell |
Hermitage |
Sharon

### Boroughs
Clark |
Fredonia |
Greenville |
Grove City |
Jackson Center |
Jamestown |
Mercer |
New Lebanon |
Sandy Lake |
Sharpsville |
Sheakleyville |
Stoneboro |
West Middlesex |
Wheatland

### Municipios
Coolspring |
Deer Creek |
Delaware |
East Lackawannock |
Fairview |
Findley |
French Creek |
Greene |
Hempfield |
Jackson |
Jefferson |
Lackawannock |
Lake |
Liberty |
Mill Creek |
New Vernon |
Otter Creek |
Perry |
Pine |
Pymatuning |
Salem |
Sandy Creek |
Sandy Lake |
Shenango |
South Pymatuning |
Springfield |
Sugar Grove |
West Salem |
Wilmington |
Wolf Creek |
Worth

### Lugares designados por el censo
Lake Latonka